# NFPA 704

Un diamante de materiales peligrosos vacío.

NFPA 704 es la norma estadounidense que explica el "diamante de materiales peligrosos" establecido por la Asociación Nacional de Protección contra el Fuego (inglés: National Fire Protection Association), utilizado para comunicar la peligrosidad de los materiales peligrosos. 
Es importante para ayudar a los cuerpos de Bomberos y emergencias a identificar los peligros a los que se enfrentan a la hora de atender una emergencia con la sustancia. 
No se emplea para el transporte de productos envasados y a granel, y sí para el almacenamiento estacionario como tanque de crudo, productos, etc. La edición actual es la 2022. Es un error común decir que este rombo indica los riesgos, sin embargo, como ya se mencionó, demuestra "peligros".

## Fases
Las cuatro divisiones tienen colores asociados con un significado. El azul hace referencia a los peligros para la salud, el rojo indica la amenaza de inflamabilidad y el amarillo el peligro por inestabilidad. A estas tres divisiones se les asigna un número de 0 (sin peligro) a 4 (peligro máximo). Por su parte, en la sección blanca puede haber indicaciones especiales para algunos materiales, indicando que son oxidantes, corrosivos, reactivos con agua o radiactivos. 

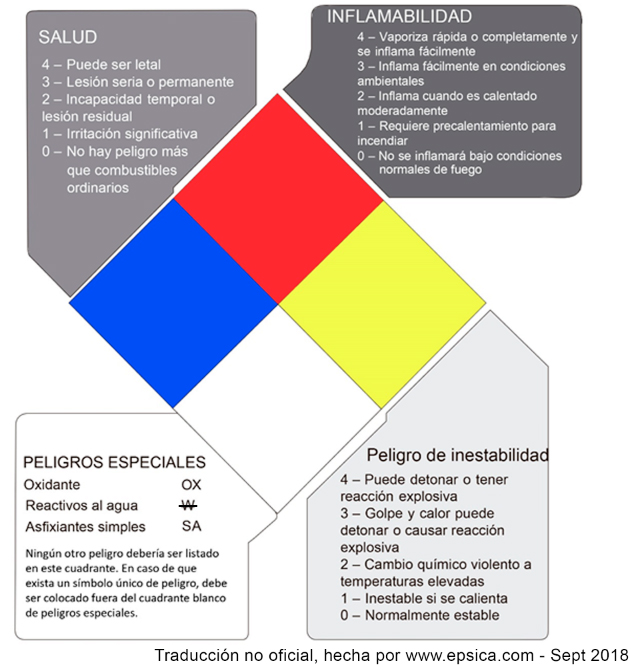
Sistema Estándar para la Identificación de los Peligros

### Azul: Salud
- 4.   Elemento que, con una muy corta exposición, puede causar la muerte o un daño permanente, incluso en caso de atención médica inmediata. Por ejemplo, el cianuro de hidrógeno, el Ácido fluoroantimónico o el Dimetilcadmio
- 3.   Materiales que bajo corta exposición pueden causar daños temporales o permanentes, aunque se preste atención médica, como el hidróxido de potasio.
- 2.   Materiales bajo cuya exposición intensa o continua puede sufrirse incapacidad temporal o posibles daños permanentes a menos que se dé tratamiento médico rápido, como la cafeína.

- 1.   Materiales que causan irritación, pero solo daños residuales menores aún en ausencia de tratamiento médico. Un ejemplo es la glicerina.
- 0.   Materiales bajo cuya exposición no existe peligro en caso de ingestión o inhalación en dosis considerables, como el cloruro de sodio.

### Rojo: Inflamabilidad
- 4.   Materiales que se vaporizan rápido o completamente a la temperatura a presión atmosférica ambiental, o que se dispersan y se queman fácilmente en el aire, como el propano. Tienen un punto de inflamabilidad por debajo de 23 °C (73 °F).
- 3.   Líquidos y sólidos que pueden encenderse en casi todas las condiciones de temperatura ambiental, como la gasolina o el metanol. Tienen un punto de inflamabilidad entre 23 °C (73 °F) y 38 °C (100 °F).
- 2.   Materiales que deben calentarse moderadamente o exponerse a temperaturas altas antes de que ocurra la ignición, como el petrodiésel. Su punto de inflamabilidad oscila entre 38 °C (100 °F) y 94 °C (200 °F).
- 1.   Materiales que deben precalentarse antes de que ocurra la ignición, cuyo punto de inflamabilidad es superior a 94 °C (200 °F).
- 0.   Materiales que no se queman, como el agua o expuesto a una temperatura de 94 °C (200 °F) por más de 5 minutos.

### Amarillo: Inestabilidad
Antes llamado "reactividad", ahora se llama "inestabilidad", esto es importante pues algunas personas lo pueden confundir con radiactividad. 
- 4.  Fácilmente capaz de detonar o descomponerse explosivamente en condiciones de temperatura y presión normales (e.g., nitroglicerina, RDX)
- 3.  Capaz de detonar o descomponerse explosivamente pero requiere una fuente de ignición, debe ser calentado bajo confinamiento antes de la ignición, reacciona explosivamente con agua o detonará si recibe una descarga eléctrica (e.g., flúor, trinitrotolueno).
- 2.  Experimenta cambio químico violento en condiciones de temperatura y presión elevadas, reacciona violentamente con agua o puede formar mezclas explosivas con agua (e.g., fósforo, compuestos del potasio, compuestos del sodio).
- 1.  Normalmente estable, pero puede llegar a ser inestable en condiciones de temperatura elevada (e.g., acetileno (etinol)).
- 0.  Normalmente estable, incluso bajo exposición al fuego y no es reactivo con agua (e.g., helio).

### Blanco: Peligros especiales
Tradicionalmente, se han utilizado muchos símbolos en el espacio blanco, sin embargo, la edición 2022 de la NFPA 704 sólo acepta los siguientes tres:
- 'OX' - oxidante, como el perclorato de potasio o agua oxigenada.
- 'W' - reactivos al agua de manera inusual o peligrosa, como el cianuro de sodio o el sodio.
- 'SA' - gas asfixiante simple, limitado para los gases: hidrógeno, nitrógeno, helio, neón, argón, kriptón y xenón. También se utiliza en los sistemas de extracción de vapor de dióxido de carbono licuado y donde se usen grandes cantidades de hielo seco en áreas confinadas.

Los anteriores, son los únicos símbolos permitidos dentro del cuadrante blanco y la norma establece que en caso de que exista algún otro símbolo de peligro especial, se debe colocar fuera del cuadrante blanco de peligros especiales, como los siguientes:
- 'COR' o 'CORR' - corrosivo: ácido nítrico o base fuerte, como el ácido sulfúrico o el hidróxido de potasio. Específicamente, con las letras 'ACIDO' se puede indicar “ácido” y con 'ALK', “base”.
- 'BIO' o  - peligro biológico, por ejemplo, un virus.
- 'RAD' o  - el material es radioactivo, como el plutonio.
- 'CRYO' o 'CYL' - criogénico, como el nitrógeno líquido.
- 'POI' - producto venenoso, por ejemplo, el arsénico.

Los símbolos: 'W', 'OX' y 'SA' se reconocen oficialmente por la norma NFPA 704, pero se usan ocasionalmente símbolos con significados obvios como los señalados.